# Jerzy Rakowiecki
Jerzy Rakowiecki (ur. 30 października 1920 w Warszawie, zm. 19 stycznia 2003 tamże) – polski reżyser, aktor, uczestnik powstania warszawskiego.

## Życiorys
Urodził się w rodzinie Adama i Wandy z Olszakowskich. Od 1944 roku studiował na Wydziale Aktorskim podziemnego Państwowego Instytutu Sztuki Teatralnej w Warszawie. Brał udział w konspiracji, służąc w Armii Krajowej w I Obwodzie „Radwan” (Śródmieście) Okręgu Warszawskiego AK – 1. Rejon – III zgrupowanie „Konrad” – 3. kompania – pluton 1138. Był uczestnikiem powstania warszawskiego.
Zadebiutował 22 marca 1945 roku rolą Chochoła w Weselu Stanisława Wyspiańskiego w reżyserii Jacka Woszczerowicza w Teatrze Wojska Polskiego w Łodzi. W tym samym teatrze wystąpił w spektaklu Lato w Nohant Jarosława Iwaszkiewicza w reżyserii Leonii Jabłonkówny. Następnie przeniósł się do Teatru Ziemi Pomorskiej w Toruniu, gdzie wystąpił w kilku premierach, były to m.in. Mąż i żona Aleksandra Fredry (jako Hrabia Wacław) w reżyserii Leonii Jabłonkówny (premiera 14 lutego 1946) i Sen nocy letniej Williama Szekspira (jako Oberon) w reżyserii Leonii Jabłonkówny (premiera 30 marca 1946). Następne sezony spędził najpierw w Teatrze Polskim w Poznaniu, gdzie rozpoczął pracę rolą Antoniego Lickiego w spektaklu Majątek albo imię Józefa Korzeniowskiego w reżyserii Karola Borowskiego (premiera 4 października 1946), a zakończył spektaklem Przyjaciel nadejdzie wieczorem Jacquesa Companneza i Yvana Noe w reżyserii Władysława Stomy (premiera 29 kwietnia 1947), następnie w Teatrach Dramatycznych (Teatr im. Juliusza Słowackiego) w Krakowie, gdzie zagrał m.in. w Wieczorze Trzech Króli Williama Szekspira (Sebastian) w reżyserii Bronisława Dąbrowskiego (premiera 27 września 1947), w Rewizorze Nikołaja Gogola (Chlestakow) w reżyserii Janusza Warneckiego (premiera 21 grudnia 1947) i Archipelag Lenoir Armanda Salacrou (Wilhelm Robec-Lenoir) w reżyserii Krystyny Zelwerowicz (premiera 29 maja 1948). W sezonie 1948/1949 pracował w warszawskim Teatrze Rozmaitości, a tam występował m.in. w Szelmostwach Scapina Molièra (jako Leander) w reżyserii Józefa Wyszomirskiego (premiera 12 października 1948) oraz w spektaklach takich reżyserów jak: Bohdan Korzeniewski, Gustawa Błońska i Dobiesław Damięcki. Sezon 1949/1950 – Teatr Nowy (Scena Komediowo-Muzyczna), spektakle m.in.: Oszust oszukany (Volpone) Bena Jonsona (Leone) w reżyserii Janusza Warneckiego (premiera 1 listopada 1949) i Mąż przeznaczenia Bernarda Shawa w reżyserii Ireny Babel (premiera 13 listopada 1949).
W lipcu 1950 roku po raz pierwszy asystował reżyserowi Ludwikowi René przy Interwencji Lwa Sławina w Teatrze Ateneum w Warszawie, a 1 czerwca 1952 zadebiutował jako reżyser teatralny w spektaklu Ich czworo Gabrieli Zapolskiej zrealizowanym w Teatrze Współczesnym w Warszawie.
W 1953 roku ukończył studia na Wydziale Reżyserskim Państwowej Wyższej Szkoły Teatralnej w Warszawie.
W latach 1957–1969 pracował jako „etatowy” reżyser w Teatrze Komedia w Warszawie. W latach 1960–1961 również jako reżyser w Teatrze im. Juliusza Osterwy w Lublinie, Od 1 sierpnia 1961 do 30 września 1961 był reżyserem, a w latach 1961–1969 dyrektorem naczelnym i artystycznym w Praskim Teatrze Ludowym w Warszawie.
W latach 1969–1981 był reżyserem w Teatrze Polskim w Warszawie, a pomiędzy 1971–1972 reżyserem w Teatrze im. Stefana Jaracza w Łodzi. W końcu wrócił do Teatru im. Juliusza Osterwy w Lublinie, gdzie pracował pomiędzy 1974 a 1975 rokiem. W teatrach dramatycznych jako aktor, adaptator, inscenizator, asystent reżysera, reżyser zrealizował około sto kilkanaście spektakli.
Jako reżyser zrealizował kilka spektakli telewizyjnych, m.in. Eskurial Michela de Ghelderode (premiera 23 maja 1957), Antygonę Jeana Anouilha (premiera 21 sierpnia 1958) i Kremlowskie kuranty Nikołaja Pogodina (premiera 7 listopada 1977).
W latach 1949–1981 współpracował z Teatrem Polskiego Radia. Zadebiutował jako asystent reżyserki Krystyny Zelwerowicz przy realizacji spektaklu Pan Chopin opuszcza Warszawę Janiny Siwkowskiej (premiera 12 maja 1949). Jako samodzielny reżyser w zadebiutował spektaklem Memento Bolesława Prusa (premiera 3 lutego 1950). Wyreżyserował prawie 150 słuchowisk. W tym jeden spektakl jako aktor, u Erwina Axera w Kordianie Juliusza Słowackiego. Ostatnią jego produkcją w Teatrze Polskiego Radia był spektakl Czwartki ubogich Romana Bratnego (premiera 26 kwietnia 1981).
7 grudnia 1950 roku wszedł na ekran jego jedyny film Miasto nieujarzmione w reżyserii Jerzego Zarzyckiego, w którym zagrał postać Jana – bojownika Armii Ludowej.
Pochowany na cmentarzu Powązkowskim w Warszawie (kwatera 62-5-27).

## Spektakle telewizji (reżyseria)
- 1977 – Kremlowskie kuranty
- 1977 – Powrót posła
- 1968 – Grube Ryby
- 1958 – Antygona
- 1957 – Eskurial

## Ordery i odznaczenia
- Krzyż Kawalerski Orderu Odrodzenia Polski (1965)
- Złoty Krzyż Zasługi (11 lipca 1955)[3]
- Krzyż Walecznych (1966)
- Medal 30-lecia Polski Ludowej (1974)
- Medal 10-lecia Polski Ludowej (19 stycznia 1955)[4]
- Odznaka „Zasłużony Działacz Kultury” (1976)

## Nagrody
- 1961: Nagroda na I KST w Kaliszu za reżyserię Sułkowskiego Stefana Żeromskiego w Teatrze im. Juliusza Osterwy w Lublinie
- 1962: Nagroda Ministra Kultury i Sztuki I stopnia (zespołowa) za przygotowanie i wystawienie sztuki Mikołaja Pogodina Kremlowskie kuranty w Teatrze Polskim w Warszawie